# Supercoppa polacca 2022 (pallavolo femminile)
La Supercoppa polacca 2022, 17ª edizione della supercoppa nazionale di pallavolo femminile, si è svolta il 9 novembre 2022: al torneo hanno partecipato due squadre di club polacche e la vittoria finale è andata per la seconda volta consecutiva al Developres Rzeszów.

## Regolamento
La formula ha previsto una gara unica.

## Squadre partecipanti
| Squadra            | Qualificazione                           |
| ------------------ | ---------------------------------------- |
| Chemik Police      | Vincitrice Liga Siatkówki Kobiet 2021-22 |
| Developres Rzeszów | Vincitrice Coppa di Polonia 2021-22      |

## Torneo
| 9 novembre 2022 Arena Szczecin, Stettino Durata: 2h:06 - Spettatori: 2 049 | Chemik Police | 2 - 3 | Developres Rzeszów | 25-22, 26-24, 16-25, 18-25, 10-15 |